# L'arpa magica
L'arpa magica (D 644) sono delle musiche di scena del compositore Franz Schubert scritte per la féerie musicale in tre atti di Georg von Hofmann. Lo spettacolo fu presentato in anteprima il 19 agosto 1820 al Theater an der Wien.

## Storia
Il testo dell'opera, o commedia magica cavalleresca, per lo più parlata, è andato perduto, quindi il lavoro non può più essere più eseguito sul palcoscenico. L'ouverture dell'Arpa magica è ancora oggi parte del repertorio dei concerti, ma per molto tempo è stata erroneamente ritenuta l'ouverture della commedia romantica Rosamunde, anch'essa composta da Schubert come musiche di scena. Il musicista ha scritto sette cori e un pezzo di entrata per il lavoro, oltre a sei melologhi di maggiore dimensione. La musica è raramente eseguita in concerto, per lo più senza i melologhi, tra i quali vengono annotate solo le parole chiave del testo perduto.
Mathias Spohr ha cercato di rendere eseguibili i melologhi aggiungendo parti composte di recente (Orchestra Sinfonica di Zurigo 1992).
Uno dei cantanti alla première era il tenore e pittore Ferdinand Schimon.